# Ère Bunki
L'ère Bunki (文亀) est une des ères du Japon (年号, nengō, lit. « nom de l'année ») après l'ère Meiō et avant l'ère Eishō. Cette ère couvre la période allant du mois de février 1501 au mois de février 1504. L'empereur régnant est Go-Kashiwabara-tennō (後柏原天皇).

## Changement d'ère
- 1501 Bunki gannen (文亀元年?) : Le nom de l'ère est modifié pour marquer l'anniversaire du couronnement de l'empereur Go-Kashiwabara et le cinquante-huitième zodiaque chinois. L'ancienne ère se termine quand commence la nouvelle, en 1501 (Meiō 10, 29e jour du 2e mois).

## Événements de l'ère Bunki
- 1501 (Bunki 1) : L'ancien shogun Yoshimura est exilé et se retire dans la province de Suruga où il demeure dans la résidence du daimyo de ce domaine féodal. Il change son nom en Ashikaga Yoshitane et il convoque toutes les forces militaires de l'empire de l'ouest pour venir à son aide. Hosokawa Masamoto est fait maître de toutes les provinces qui entourent la région du Kinai[3].
- 1502 (Bunki 2, 7e mois) : Minamoto-no Yoshitaka est élevé au deuxième rang de quatrième classe des officiels kuge et il exprime ses remerciements à l'empereur pour l'honneur qui lui est fait. Ce même mois, le nom d'Ashikaga Yoshitaka est changé en Yoshizumi[4].
- 1503 (Bunki 3) : il y a une grande sécheresse durant l'été de cette année[4].

| Bunki     | 1re  | 2e   | 3e   | 4e   |
| Grégorien | 1501 | 1502 | 1503 | 1504 |